# New Jack City
A New Jack City 1991-ben bemutatott amerikai bűnügyi akciófilm, melyet az elsőfilmes Mario Van Peebles rendezett. A forgatókönyvet Thomas Lee Wright és Barry Michael Cooper írta. A főbb szerepekben Wesley Snipes, Ice-T, Allen Payne, Chris Rock, Mario Van Peebles, Judd Nelson és Bill Cobbs látható.
Világpremierje a Sundance Filmfesztiválon volt, az Amerikai Egyesült Államokban 1991. március 8-án mutatták be a mozikban. Magyarországon DVD-n jelent meg szinkronizáva.

## Cselekmény
New York, 1986. Nino Brown feltörekvő drogbáró, aki a New Yorkot sújtó crack-járványnak köszönhetően egyre nagyobb hatalommal rendelkezik. Célja az egész város drogkereskedelmének vitathatatlan vezetőjévé válni. Két rendőr, az afroamerikai Scotty Appleton és az olasz-amerikai Nick Peretti nyomoz Brown után. Ő eközben kíméletlenül likvidálja ellenségeit, és birtokba vesz egy hatalmas, Carter nevű épületet, ahol crack-kokaint állít elő és árul, kiszorítva onnan az egyéb bérlőket. A két rendőrnek szövetkeznie kell a Brown után nyomozó csapattal. A Carter az olasz-amerikai maffia területén van, de Brown úgy dönt, nem ad részesedést a konkurenciának. Ezzel szembekerül az idős Don Amedeo, egy nagyhatalmú New York-i főnök által vezetett maffiával.
Pookie-t, a hajléktalan drogfüggő dílert Appleton rendőr arra kényszeríti, hogy elvonón vegyen részt, majd be kell épülnie Brown bandájába: a bűnszervezet tagjai közé tartozik Gerald „Zsizsi Zsozsó” Wells, Kareem, Duh Duh Man és Keisha. A rá nehezedő óriási nyomás miatt Pookie újra drogozni kezd, majd a mikrokamerával való munkája közben lebukik, és megölik. Miután felfedezte a beszivárgót, Zsozsó megsemmisíti a Cartert, és eltüntet minden terhelő bizonyítékot. Az ügynökök rajtaütnek az épületen, de nem sikerül letartóztatniuk Brown egyik emberét sem, csak Pookie holttestét sikerül megmenteniük a hozzá erősített bomba robbanásától. A felelősség a Carter és a bandába beszivárgott kém bukásáért Zsozsó és Kareem fejére száll, akinek a kezét Brown a saját kardjával szúrja át.
Appleton és Peretti rendezik kezdeti nézeteltéréseiket. Bár Stone csapatát az akció sikertelensége miatt feloszlatták, egyedül folytatják a nyomozást Brown letartóztatása érdekében: felveszik a kapcsolatot Don Amedeo egyik csatlósával, így környékezve meg Brown helyettesét, Zsizsi Zsozsót, aki a banda új főnöke akar lenni. Zsozsó segítségével Appleton ügynök beépül Brown bandájába, aki elárulja, gyerekkorában megölt egy ártatlan nőt, így bizonyítva hűségét a főnökéhez.
A következő napokban a Washington álnéven tevékenykedő Scotty Appletonnak mindent el kell követnie az álca érdekében: megver egy idős férfit, aki csak a gengszterrel üzletelő gyerekeket védte. Egy esküvői partin Brownt megtámadja Amedeo néhány pincérnek álcázott embere, de ő túléli a merényletet, és a két férfi nyíltan hadat üzen egymásnak: másnap Brown egy étterem előtt lemészárolja Don Amedeót embereivel együtt, és átveszi az irányítást a drogpiac felett. A Washington és Brown közötti alku során Kareem rájön, hogy Appleton beépített rendőr és lövöldözésbe kezd. Brownnak sikerül elmenekülnie, Peretti pedig megmenti kollégáját a gengszter egyik emberétől, megölve Duh Duh Man-t.
Brown jó útra tért szeretője feljelentést tesz a rendőrségen, és tanúskodni akar. Ezzel a fontos tanúval a rendőrség úgy dönt, újabb alkut köt, hogy végre elkaphassák Brownt. A dolgok azonban nem a tervek szerint alakulnak: Scotty lelepleződik, és egy lövöldözés után Brown el tud menekülni. Még aznap este lelövi Zsozsót, hogy egy másik bizalmasát is kiiktassa. A nyomozók azonban a nyomára bukkannak, Brown és Appleton között brutális párharc alakul ki. Appletonnak sikerül legyőznie a gengsztert, aki elárulja, hogy a nő, akit évekkel ezelőtt megölt, Appleton édesanyja volt. A nyomozó dühében majdnem megöli őt, de Peretti megállítja, mert Brownt a törvények szerint akarja bíróság elé állítani. 
A tanú közbelépése ellenére Brown megússza: vádalkut köt, és csak egy év börtönbüntetésre ítélik. A bíróságon kívül Brown ünnepli az igazságszolgáltatás elleni győzelmét. Hirtelen megjelenik az öregember, akit nem sokkal korábban megveretett és agyonlövi őt.

## Szereplők
| Szerep                               | Színész                  | Magyar hang          |
| ------------------------------------ | ------------------------ | -------------------- |
| Nino Brown drogbáró, a CMB vezetője  | Wesley Snipes            | Szabó Sipos Barnabás |
| Scotty Appleton, New York-i nyomozó  | Ice-T                    | Forgács Péter        |
| Gerald „Zsizsi Zsozsó” Wells         | Allen Payne              | Görög László         |
| „Pookie” Benny Robinson              | Chris Rock               | Zalán János          |
| Nick Peretti nyomozó                 | Judd Nelson              | Berzsenyi Zoltán     |
| Stone nyomozó                        | Mario Van Peebles        | Jakab Csaba          |
| Selina Thomas, Brown barátnője       | Michael Michele          | Kocsis Mariann       |
| Duh Duh Man                          | Bill Nunn                | Csuja Imre           |
| Park rendőrtiszt                     | Russell Wong             | Balázsi Gyula        |
| idős férfi                           | Bill Cobbs               | Bodor Tibor          |
| Kareem Akbar                         | Christopher Williams     | Mikula Sándor        |
| Keisha, bandatag                     | Vanessa Estelle Williams |                      |
| Uniqua, Zsizsi Zsozsó volt barátnője | Tracy Camilla Johns      |                      |
| Frankie Needles maffiózó             | Anthony DeSando          | Faragó József        |
| Oates tiszteletes                    | Nick Ashford             |                      |
| énekes az esküvőn                    | Keith Sweat              |                      |
| DJ                                   | Flavor Flav              |                      |

## Reboot
A Deadline bejelentette, hogy a Warner Bros. Malcolm Mays forgatókönyvíróval rebootolja a filmet.

## Fordítás
- Ez a szócikk részben vagy egészben  a   New Jack City című angol Wikipédia-szócikk fordításán alapul.  Az eredeti cikk szerkesztőit annak laptörténete sorolja fel. Ez a jelzés csupán a megfogalmazás eredetét és a szerzői jogokat jelzi, nem szolgál a cikkben szereplő információk forrásmegjelöléseként.
- Ez a szócikk részben vagy egészben  a   New Jack City című olasz Wikipédia-szócikk fordításán alapul.  Az eredeti cikk szerkesztőit annak laptörténete sorolja fel. Ez a jelzés csupán a megfogalmazás eredetét és a szerzői jogokat jelzi, nem szolgál a cikkben szereplő információk forrásmegjelöléseként.